# Rostraria obtusiflora
Rostraria obtusiflora är en gräsart som först beskrevs av Pierre Edmond Boissier, och fick sitt nu gällande namn av Josef Holub. Rostraria obtusiflora ingår i släktet borstäxingar, och familjen gräs. Inga underarter finns listade i Catalogue of Life.